# Карім Аїт-Фана
Карім Аїт-Фана (фр. Karim Aït-Fana, араб. كريم آيت فانا, нар. 25 лютого 1989, Лімож) — французький та марокканський футболіст.
Виступав, зокрема, за клуб «Монпельє», а також національну збірну Марокко.
Чемпіон Франції.

## Клубна кар'єра
Народився 25 лютого 1989 року в місті Лімож. Вихованець юнацьких команд футбольних клубів «Шатору», «Монпельє», «Сен-Луї» та «Шатору», «Лімож», «Монпельє».
У дорослому футболі дебютував 2006 року виступами за команду клубу «Монпельє», кольори якої захищав протягом десяти сезонів. Влітку 2015 року залишив цей клуб, отримавши статус вільного агента.

## Виступи за збірні
У 2005 році дебютував у складі юнацької збірної Франції, взяв участь у 8 іграх на юнацькому рівні.
2009 року зіграв дві гри у складі молодіжної збірної Франції.
У 2012 році дебютував в офіційних матчах у складі національної збірної Марокко. Наразі провів у формі головної команди країни 3 матчі.

## Титули і досягнення
- Чемпіон Франції (1):

«Монпельє»: 2011-12